# Équipe des Bahamas féminine de volley-ball
L'équipe des Bahamas féminine de volley-ball est composée des meilleures joueuses bahaméennes sélectionnées par la Fédération bahaméenne de volley-ball (Bahamas Volleyball Association, BVA). Elle est actuellement classée au 96e rang de la FIVB au 23 juin 2022.

## Sélection actuelle
Sélection pour les qualifications aux Championnats du monde 2010.

Entraîneur :  Joseph Smith ; entraîneur-adjoint :  Jacquelyn Conyers

## Palmarès et parcours

### Palmarès
Néant.

### Parcours

#### Championnats du monde
| - 1952 : non qualifiée - 1956 : non qualifiée - 1960 : non qualifiée - 1962 : non qualifiée - 1967 : non qualifiée - 1970 : non qualifiée - 1974 : 23e - 1978 : non qualifiée - 1982 : non qualifiée - 1986 : non qualifiée | - 1990 : non qualifiée - 1994 : non qualifiée - 1998 : non qualifiée - 2002 : non qualifiée - 2006 : non qualifiée - 2010 : non qualifiée |

#### Jeux Panaméricains
| - 1955 : Non qualifié - 1959 : Non qualifié - 1963 : Non qualifié - 1967 : Non qualifié - 1971 : 9e - 1975 : Non qualifié - 1979 : Non qualifié - 1983 : Non qualifié - 1987 : Non qualifié - 1991 : Non qualifié | - 1995 : Non qualifié - 1999 : Non qualifié - 2003 : Non qualifié - 2007 : Non qualifié |

#### Championnat d'Amérique du Nord
| - 1969 : Non qualifié - 1971 : Non qualifié - 1973 : Non qualifié - 1975 : Non qualifié - 1977 : Non qualifié - 1979 : 6e - 1981 : 8e - 1983 : Non qualifié - 1985 : Non qualifié - 1987 : Non qualifié | - 1989 : Non qualifié - 1991 : 7e - 1993 : Non qualifié - 1995 : Non qualifié - 1997 : Non qualifié - 1999 : Non qualifié - 2001 : Non qualifié - 2003 : Non qualifié - 2005 : Non qualifié - 2007 : Non qualifié | - 2009 : Non qualifié |